# Meroscelisus
Meroscelisus is een kevergeslacht uit de familie van de boktorren (Cerambycidae). De wetenschappelijke naam van het geslacht werd voor het eerst geldig gepubliceerd in 1832 door Audinet-Serville.

## Soorten
Meroscelisus omvat de volgende soorten:
- Meroscelisus apicalis White, 1853
- Meroscelisus opacus Buquet, 1860
- Meroscelisus servillei Thomson, 1865
- Meroscelisus thoracicus Campos-Seabra, 1942
- Meroscelisus violaceus Audinet-Serville, 1832
- Meroscelisus zikani Melzer, 1919